# Pillarbox

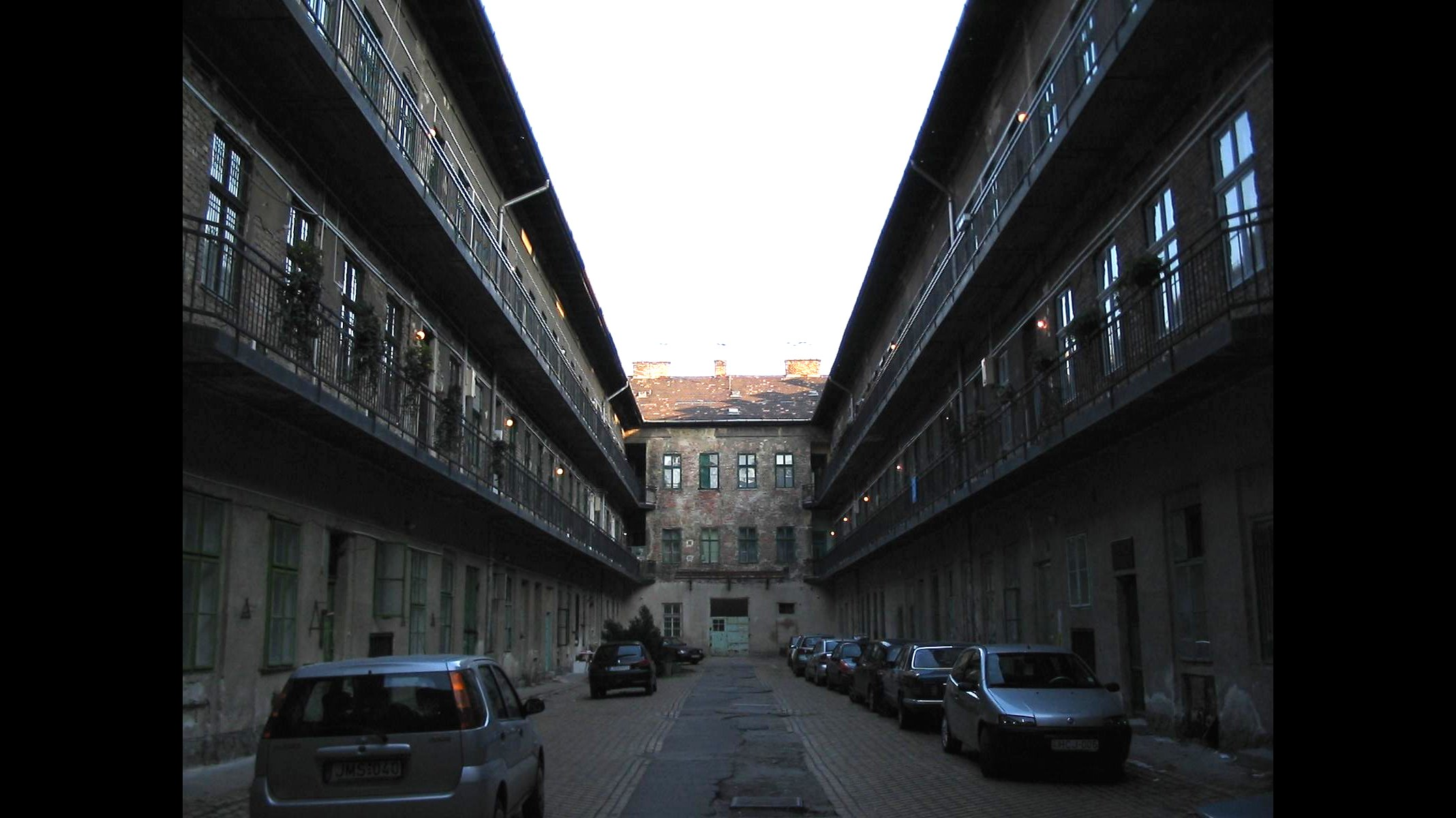
Przykład efektu pillarbox

Pillarbox – technika dostosowywania materiału wideo w standardowym formacie obrazu do użycia na ekranie o formacie panoramicznym. Efekt pillarbox powstaje, gdy obraz ma większy stosunek wysokości do szerokości niż docelowy format obrazu. Technika ta polega na dodaniu pionowych czarnych pasów z lewej i z prawej strony oryginalnego kadru. Efekt pillarbox można zauważyć najczęściej na ekranach o proporcjach 16:9 (np. w telewizji HD) przy odtwarzaniu materiałów w formacie 4:3.